# Нокчхон
«Нокчхон» (кор. 녹천역) — наземная станция Сеульского метро на Первой линии (локального сообщения). Она представлена двумя боковыми платформами. Имеет четыре выхода. Станция обслуживается корпорацией железных дорог Кореи (Korail). Расположена в квартале Нокчхон-дон (адресː 114 Madeul-ro 5-gil) района Тобонгу в городе Сеул (Республика Корея). На станции установлены платформенные раздвижные двери.
Пассажиропоток — 10 174 чел/день (на 2012 год).
Станция была открыта 22 августа 1985 года в составе участка Первой линии Университет Кванвоон—Нокчхон, длиной 2,5 км и открыта еще одна станция (Вольке).